# Abstract Wikipedia
Abstract Wikipedia est un projet du mouvement Wikimédia qui vise à construire une version de Wikipédia produite par des fonctions informatiques,.
Ces fonctions, qui seraient développées au sein du projet Wikifunctions, permettront de produire automatiquement des articles encyclopédiques dans tous les langages naturels au départ de la base de données structurées produite par le projet Wikidata.